# Estampes (Francia)
Estampes è un comune francese di 176 abitanti situato nel dipartimento del Gers nella regione dell'Occitania.

## Società

### Evoluzione demografica
Abitanti censiti